# Mesocentrus variicolor
Mesocentrus variicolor är en stekelart som beskrevs av Papp 2005. Mesocentrus variicolor ingår i släktet Mesocentrus och familjen bracksteklar. Inga underarter finns listade i Catalogue of Life.